# 卡斯特雷洪德拉佩尼亚
卡斯特雷洪德拉佩尼亚，是西班牙卡斯蒂利亚-莱昂帕伦西亚省的一个市镇。 总面积106平方公里，总人口601人（2001年），人口密度6人/平方公里。